# Самсонов, Алексей Кириллович
Алексе́й Кири́ллович Самсо́нов (14 марта 1894 — 7 декабря 1937) — участник революционного движения, советский государственный и партийный деятель.

## Биография
Родился в селе Елькино Ферзиковской волости Калужского уезда Калужской губернии. С 1915 в армии, служил в запасном полку. Член РСДРП(б) с марта 1917. С августа 1917 учился на курсах телеграфных техников в Москве, в октябре участвовал в борьбе за установление советской власти. В январе 1918, вернувшись в Калускую губернию, стал председателем Ферзиковского волостного исполкома Советов депутатов. Ещё через месяц избран председателем Калужского уездного исполкома.
С 1920 по 16 сентября 1925 года — председатель Калужского губисполкома. В 1925—1930 годах — заместитель наркома социального обеспечения РСФСР. В 1930—1933 работал в Башкирской АССР (зам. председателя СНК и председатель Госплана, снят с должности 17.07.1933 г. Журнал заседания Президиума Центрального Исполнительного Комитета Башкирской АССР № 78 от 19 июля 1933 г.). 
С 1933 года — зам. председателя Нижне-Волжского (с 1934 Сталинградского) крайисполкома.
Избирался членом ВЦИК 8-13 созывов и членом ЦИК СССР 1-3 созывов, делегатом X и XII съездов партии.
6 июля 1937 г. арестован и приговорён к высшей мере наказания. Расстрелян 7 декабря 1937 в Сталинградской области. Посмертно реабилитирован.
Жена - Зинаида Георгиевна, сыновья - Леонид (погиб на фронте), Владилен.